# Иванов, Михаил Фёдорович (физик)
Михаил Фёдорович Иванов (29 сентября 1945—16 октября 2017) — российский физик, специалист в области физики высокотемпературных процессов. Доктор физико-математических наук, профессор.

## Биография
Отец — Иванов Фёдор Иванович (1914 года рождения).
Окончил школу в 1963 году в Мичуринске, уехал на учёбу в Москву, поступил в МГУ, окончил механико-математический факультет МГУ в 1968 году.
Работал до 1974 году в оборонной области, с 1974 по 1979 год в Институте теоретической физики им. Л. Д. Ландау АН СССР, старшим научным сотрудником, с 1979 по 1989 год в Институте автоматики и процессов управления ДВО АН СССР (зав. отделом). В Объединённом институте высоких температур РАН работал в должности заведующего лабораторией математического моделирования, затем заведующего отделом.

## Научные достижения
В последние годы занимался численным моделированияем процессов горения и детонации газов. За это время под его руководством и при его непосредственном участии получен ряд новых важных результатов:
- дано объяснение эффекта достижения экстремальных давлений при взаимодействии волн горения с коническими мишенями
- показана возможность самовоспламенения водорода при аварийной разгерметизации баллонов высокого давления
- показано замедление процесса воспламенения водорода под воздействием акустических волн
- проведён детальный анализ воздействия ударных волн на фронт пламени и распространения горения газов в замкнутых объёмах

Читал лекции в МФТИ и МГТУ им. Баумана.
Написал и опубликовал более 200 статей и научных трудов.